# Garry Monk
Garry Alan Monk (Bedford, Inglaterra, 6 de marzo de 1979) es un exfutbolista y entrenador que está libre. Jugaba en la posición de defensor.

## Trayectoria
Monk comenzó su carrera como juvenil en el Torquay United F.C. de la cuarta división inglesa, haciendo cinco apariciones durante la temporada 1995-96, al final de esa temporada fichó por el Southampton donde completó su carrera como juvenil, y se convirtió en profesional junto con los saints en mayo de 1997.
Monk volvió al Torquay a préstamo en septiembre de 1998 volviendo a Southampton en noviembre de 1998, donde inmediatamente formó parte del primer equipo, haciendo su debut junto a este, contra el Derby County el 28 de noviembre de 1998, entrando como sustituto en lugar del lesionado Monkou Ken. En septiembre de 1999, estuvo una temporada cedido en el Stockport County, antes de volver al primer equipo saint durante dos partidos en enero de 2000.
Más tarde tuvo una temporada cedido en el Oxford United (en enero de 2001), pero fue llamado de vuelta al Southampton, por Glenn Hoddle debido a una serie de lesiones entre los defensores de Southampton. En mayo de 2001, comenzó en los dos últimos partidos del Southampton, contra el Manchester United y Arsenal, ambos de los cuales resultaron en victorias para los saints.
Monk tuvo una cesión más con Sheffield Wednesday (de diciembre de 2002 a marzo de 2003), con posibilidad a una transferencia permanente, que no se materializó tras el descenso del Sheffield Wednesday a la Division Two. Luego de esto dejó los Saints en febrero de 2004, firmando para el Barnsley como agente libre, después de haber estado cedido en los últimos tres meses. Luchó para acomodarse en Oakwell, marcando un gol contra el Bristol City en la Copa de Inglaterra, pero nunca pudo acomodarse, luego de esto fichó por el Swansea City como agente libre en junio de 2004, donde Monk ha sido capitán del Swansea desde 2006. Ha jugado en las 4 divisiones del fútbol inglés con Swansea, llegando a ganar en febrero de 2013 la Copa de la Liga. 
Un año más tarde, en febrero de 2014 tras el despido de Michael Laudrup, Monk se convirtió en jugador-entrenador del Swansea. Fue confirmado definitivamente como entrenador de los cisnes el 7 de mayo de 2014, luego de firmar un contrato por tres años con el club galés, llevando al equipo al 8º puesto en la Premier League 2014-15. El 9 de diciembre de 2015 fue destituido, tras obtener una sola victoria en los 11 últimos partidos.
En la temporada 2016-17 se hizo cargo del Leeds United, con el que se quedó a las puertas de clasificarlo para el play off de ascenso a la Premier League. Y eso a pesar de disponer de una plantilla joven e inexperta. Conectó con los aficionados, y la presencia de público en Elland Road fue muy elevada.
En junio de 2017 firma por el Middlesbrough, donde estará hasta diciembre de ese año.
En marzo de 2018 llegó al Birmingham en una situación muy delicada, ya que el club se encontraba a las puertas de descenso de la Championship. El equipo sumó 16 de los 33 puntos en juego con él al frente, con cinco victorias seguidas. Esto llevó a que el Birmingham quedara finalmente cinco puntos por encima del descenso y salvara la categoría. Fue despedido en junio de 2019.
El 6 de septiembre de 2019 fue contratado como nuevo entrenador del Sheffield Wednesday. Fue destituido el 9 de noviembre de 2020 tras solo escalar una posición en la tabla después de su reducción de doce puntos.

## Selección nacional
Fue internacional con la selección de fútbol sub-17 de Inglaterra.

## Clubes

### Como jugador
| Club                | País       | Año       |
| ------------------- | ---------- | --------- |
| Torquay United      | Inglaterra | 1995-1996 |
| Southampton FC      | Inglaterra | 1996-1998 |
| Torquay United      | Inglaterra | 1998      |
| Southampton FC      | Inglaterra | 1998-1999 |
| Stockport County    | Inglaterra | 1999      |
| Southampton FC      | Inglaterra | 1999-2000 |
| Oxford United       | Inglaterra | 2001      |
| Southampton FC      | Inglaterra | 2001-2002 |
| Sheffield Wednesday | Inglaterra | 2002-2003 |
| Southampton FC      | Inglaterra | 2003      |
| Barnsley FC         | Inglaterra | 2003-2004 |
| Swansea City        | Gales      | 2004-2014 |

### Como entrenador
| Club                | País       | Año       | PJ | PG | PE | PP | Efectividad |
| ------------------- | ---------- | --------- | -- | -- | -- | -- | ----------- |
| Swansea City        | Gales      | 2014-2015 | 77 | 28 | 17 | 32 | 43.72%      |
| Leeds United        | Inglaterra | 2016-2017 | 53 | 25 | 11 | 17 | 54.09%      |
| Middlesbrough FC    | Inglaterra | 2017      | 26 | 12 | 5  | 9  | 52.56%      |
| Birmingham City FC  | Inglaterra | 2018-2019 | 59 | 19 | 20 | 20 | 43.5%       |
| Sheffield Wednesday | Inglaterra | 2019-2020 | 58 | 19 | 14 | 25 | 40.8%       |

## Palmarés

### Campeonatos nacionales
| Título                 | Club         | País       | Año  |
| ---------------------- | ------------ | ---------- | ---- |
| Football League Trophy | Swansea City | Inglaterra | 2006 |
| Football League One    | Swansea City | Inglaterra | 2008 |
| Copa de la liga        | Swansea City | Inglaterra | 2013 |